# Xatrac bengalí
El xatrac bengalí (Thalasseus bengalensis) és una espècie d'ocell de la família dels làrids (Laridae) que cria a les costes del Mar Roig, l'Índia, el Pakistan, Sri Lanka, algunes illes d'Indonèsia, Nova Guinea i nord d'Austràlia, i més tard es dispersa per una zona que va des de la costa nord-occidental d'Àfrica, a través de l'Índic fins a Austràlia i Melanèsia. Als Països Catalans pot ser observat en època de migració i ha criat rarament al Delta de l'Ebre i l'Albufera de València.